# Olympische Jugend-Sommerspiele 2018/Teilnehmer (Tadschikistan)
| Gelbes Symbol für Goldmedaillen mit stilisierten Olympischen Ringen | Graues Symbol für Silbermedaillen mit stilisierten Olympischen Ringen | Braundes Symbol für Bronzemedaillen mit stilisierten Olympischen Ringen |
| ------------------------------------------------------------------- | --------------------------------------------------------------------- | ----------------------------------------------------------------------- |
| —                                                                   | —                                                                     | —                                                                       |

Die Jugend-Olympiamannschaft aus Tadschikistan für die III. Olympischen Jugend-Sommerspiele vom 6. bis 18. Oktober 2018 in Buenos Aires (Argentinien) bestand aus drei Athleten.

## Athleten nach Sportarten

### Judo
Jungen
- Jamshed Sulaimoni
Klasse bis 66 kg: 9. Platz
Mixed: Bronze  (im Team Rio de Janeiro)

### Schießen
Jungen
- Bezhan Fayzullaev
Luftpistole 10 m: 20. Platz
Mixed: Silber  (mit Manu Bhaker  Indien)

### Schwimmen
Mädchen
- Anastassija Tjurina
50 m Freistil: 42. Platz
50 m Schmetterling: 36. Platz